# Perm (periode)
| Mesozoïcum                                  | Trias      | jonger |
| Mesozoïcum                                  | Trias      | 251,0  |
| Paleozoïcum                                 | Perm       |        |
| Paleozoïcum                                 | Perm       | 299,0  |
| Paleozoïcum                                 | Carboon    |        |
| Paleozoïcum                                 | 359,2      |        |
| Paleozoïcum                                 | Devoon     |        |
| Paleozoïcum                                 | 416,0      |        |
| Paleozoïcum                                 | Siluur     |        |
| Paleozoïcum                                 | 443,7      |        |
| Paleozoïcum                                 | Ordovicium |        |
| Paleozoïcum                                 | 488,3      |        |
| Paleozoïcum                                 | Cambrium   |        |
| Paleozoïcum                                 | 542,0      |        |
| Neoproterozoïcum                            | Ediacarium |        |
| Neoproterozoïcum                            | Ediacarium | ouder  |
| Indeling van het Paleozoïcum volgens de ICS |            |        |

| Systeem                                                                                   | Serie         | Etage         | Ouderdom (Ma) | Lithostratigrafie |
| ----------------------------------------------------------------------------------------- | ------------- | ------------- | ------------- | ----------------- |
| Trias                                                                                     | Onder         | Indien        | jonger        | Buntsandstein     |
| Perm                                                                                      | Lopingien     | Changhsingien | 252,2–254,2   | Buntsandstein     |
| Perm                                                                                      | Lopingien     | Changhsingien | 252,2–254,2   | Zechstein         |
| Perm                                                                                      | Lopingien     | Wuchiapingien | 254,2–259,9   |                   |
| Perm                                                                                      | Guadalupien   | Capitanien    | 259,9–265,1   |                   |
| Perm                                                                                      | Guadalupien   | Wordien       | 265,1–268,8   |                   |
| Perm                                                                                      | Guadalupien   | Roadien       | 268,8–272,3   |                   |
| Perm                                                                                      | Cisuralien    | Kungurien     | 272,3–279,3   | Rotliegend        |
| Perm                                                                                      | Cisuralien    | Artinskien    | 279,3–290,1   | Rotliegend        |
| Perm                                                                                      | Cisuralien    | Sakmarien     | 290,1–295,5   | Rotliegend        |
| Perm                                                                                      | Cisuralien    | Asselien      | 295,5–298,9   | Rotliegend        |
| Carboon                                                                                   | Pennsylvanien | Gzhelien      | ouder         | Rotliegend        |
| Carboon                                                                                   | Pennsylvanien | Gzhelien      | ouder         |                   |
| Indeling van het Perm volgens de ICS samen met de Europese lithostratigrafische indeling. |               |               |               |                   |

Het geologisch tijdperk Perm is in de geologische tijdschaal de laatste periode van het Paleozoïcum. Het duurde van 298,9 ± 0,2 tot 252,2 ± 0,5 miljoen jaar (Ma) geleden. Het Perm volgt op het Carboon, na het Perm volgt het Trias, de vroegste periode van het Mesozoïcum. Het Perm werd afgesloten door de grootste massa-extinctie in de Aardse geschiedenis.
Omdat alle landmassa geconcentreerd was in het supercontinent Pangea werd het klimaat wereldwijd droger. Op veel plaatsen werden typisch continentale sedimenten afgezet zoals zandsteen en evaporiet.
In het Perm nam de evolutie van reptielen en andere landdieren een vlucht. In het erop volgende Mesozoïcum zouden hieruit de dinosauriërs en zoogdieren ontstaan.

## Stratigrafie en voorkomen
Het Perm werd in 1849 voor het eerst beschreven door de Schotse geoloog Roderick Murchison (1792 - 1871), tijdens diens expeditie naar de Oeral. Het is genoemd naar de Russische stad Perm.
De ICS verdeelt het chronostratigrafische systeem Perm in drie series en negen etages. Hoewel de stratigrafische indeling van het Perm door het ICS is vastgelegd komen lokaal of in oudere literatuur vaak nog lokale namen voor etages voor.
In de ondergrond van noordwestelijk Europa zijn uit het Perm duidelijk twee verschillende gesteentepakketten aanwezig: het Rotliegend(es) en het Zechstein. Het onderste deel van het Europese Perm bestaat uit karakteristieke rode zandsteen (waarvan de naam Rotliegendes komt) en het bovenste deel uit voornamelijk evaporiet. Deze gesteentepakketten dienen in de ondergrond van Noord-Europa als respectievelijk reservoirs en seals voor olie en gas. In Nederland komen de evaporieten uit het Zechstein voor in de Slochteren Formatie. In Slochteren zelf wordt uit deze formatie zout gewonnen.

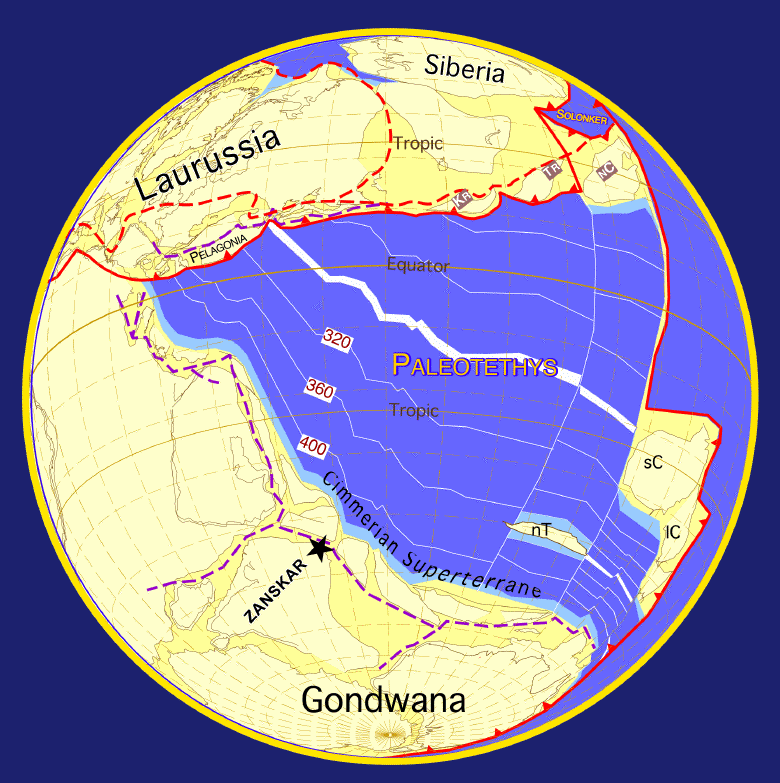
De Paleo-Tethysoceaan aan het begin van het Perm (290 Ma). De oceaan vormde een grote inham in het supercontinent Pangea.

## Paleogeografieeneustasie
In het Perm lagen vrijwel alle continenten samengevoegd in één supercontinent, Pangea. Slechts de kleine continenten Noord- en Zuid-China lagen enigszins los van Pangea. Het gevolg van zo'n configuratie is dat er relatief weinig nieuwe oceanische korst wordt aangemaakt. Aangezien oceanische korst zwaarder wordt naarmate het ouder wordt en afkoelt, lagen de oceaanbodems tijdens het Perm diep en was het eustatische zeeniveau relatief laag. Ook heeft één groot continent een kleinere omtrek dan een aantal kleinere continenten. Het totale oppervlak aan ondiepe zeeën en kustwater was daarom relatief klein in het Perm. Dit kan een oorzaak zijn geweest voor de massa-extincties van mariene soorten aan het einde van het Perm.
Pangea lag van de Noordpool tot de Zuidpool, zodat oost-west gerichte stromingen in de oceaan uitgesloten waren. Omdat alle continenten samen lagen was er ook sprake van één grote oceaan, die Panthalassa (de "alzee") wordt genoemd. Ten oosten van Pangea lag de Paleo-Tethysoceaan, die zich tot de beide China's in het oosten uitstrekte. Pangea lag in een boog om de Paleo-Tethys heen, met Gondwana ten zuiden en Laurazië ten noorden van de oceaan. Tijdens het Perm zou het microcontinent Cimmeria zich van Gondwana losmaken en langzaam naar het noorden beginnen te bewegen, daarmee de oppervlakte van de Paleo-Tethys kleiner makend. De oceaan die tussen Cimmeria en Gondwana ontstond wordt Neo-Tethys genoemd.

## Klimaat
Grote aan elkaar liggende landmassa's hebben klimaten met grote variaties in temperatuur (zogenaamde continentale klimaten) en seizoensgebonden neerslag. Woestijnen en aride omstandigheden waren in het Perm wijdverspreid. Door deze droge omstandigheden waren naaktzadigen, planten met hun zaden in beschermende omhulsels in het voordeel ten opzichte van sporenplanten. De eerste "moderne" bomen (coniferen, ginkgo's en palmvarens) verschenen in het Perm.
Aan het begin van het Perm bevond de Aarde zich nog in de Laat-Paleozoïsche ijstijd, die ook gedurende het Carboon voor vergletsjering op Gondwana gezorgd had. Tegelijkertijd waren de tropen warm en bedekt met moerassen en bossen. Tegen het Midden-Perm werd het klimaat warmer en droger, tegelijkertijd trokken de gletsjers zich terug. Rond 250 miljoen jaar geleden hadden de tropen een extreem heet klimaat. Er heersten temperaturen van rond de 40°C in zee en 50 tot 60°C op het land.
Op veel plaatsen over de gehele oppervlakte van Gondwana zijn tillieten gevonden. Een tilliet is een verhard glaciaal sediment. Het voorkomen van tillieten wijst waarschijnlijk op een bedekking met gletsjers. Op andere plaatsen zijn afwisselend tillieten en interglaciale afzettingen gevonden. Ook in het oosten van het hedendaagse Zuid-Amerika (destijds onderdeel van Gondwana) zijn sporen achtergelaten door gletsjers. Deze sporen lopen van oost naar west, wat er op zou wijzen dat er beweging van het ijs op Gondwana, destijds gelegen rond de polen, heeft plaatsgevonden.
Gesteentelagen uit het Perm komen over de hele wereld voor, maar vooral belangrijk zijn de ontsluitingen in de Oeral (waar Perm zelf ligt), in China en in het zuidwesten van Noord-Amerika.

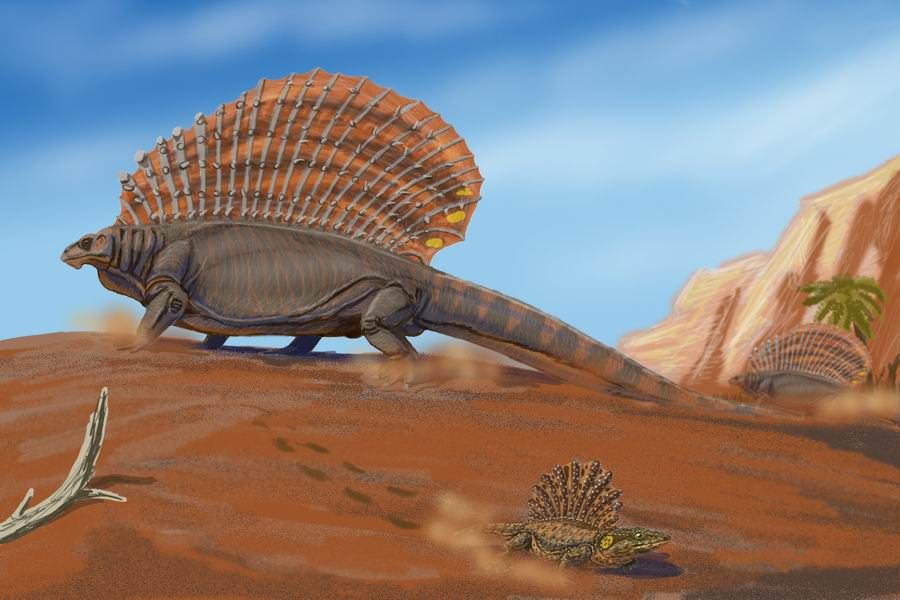
Edaphosaurus pogonias - Vroeg-Perm

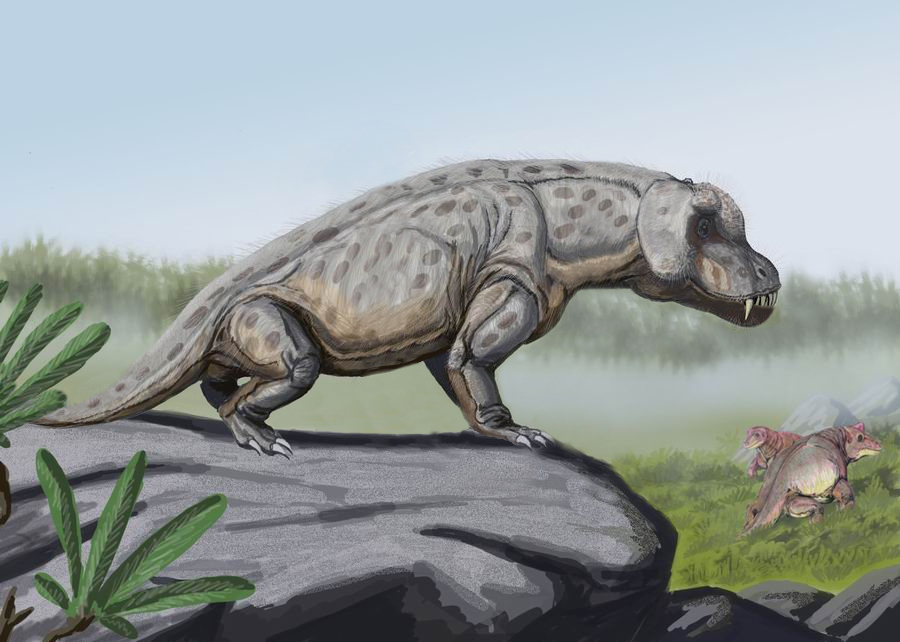
Anteosaurus, een vroege Therapsida van de onderorde Dinocephalia - Midden-Perm, Zuid-Afrika.

## Leven

### Marienefauna
Permische mariene afzettingen bevatten veel fossiele mollusken, echinodermen en brachiopoden. Twee soorten schelpen van ongewervelden worden veel gebruikt om Permische gesteenten te correleren: fusuliniden, een groep amoebe-achtige protisten die deel uitmaakt van de foraminifera; en ammonieten, een groep inktvissen verwant aan de hedendaagse nautilidae (nautilussen).

### Continentale fauna
Op het land kwamen in het Perm diverse geleedpotigen en tetrapoden voor.
Onder de insecten waren in het Vroeg-Perm de dominante planten- en alleseters Blattodea, voorouders van de hedendaagse kakkerlakken. Vanwege de grote voordelen die deze hadden ten opzichte van andere soorten (zes snelle poten, twee goed ontwikkelde opvouwbare vleugels, goede ogen, goed ontwikkelde voelsprieten en een omnivoor spijsverteringsstelsel) vormden ze ongeveer 90% van het totale aantal insecten. De libellen ontstonden in het Perm en hebben zowel land als water nodig om te leven. Een aantal belangrijke nieuwe groepen insecten, waaronder de kevers en vliegen, ontstonden in het Perm.

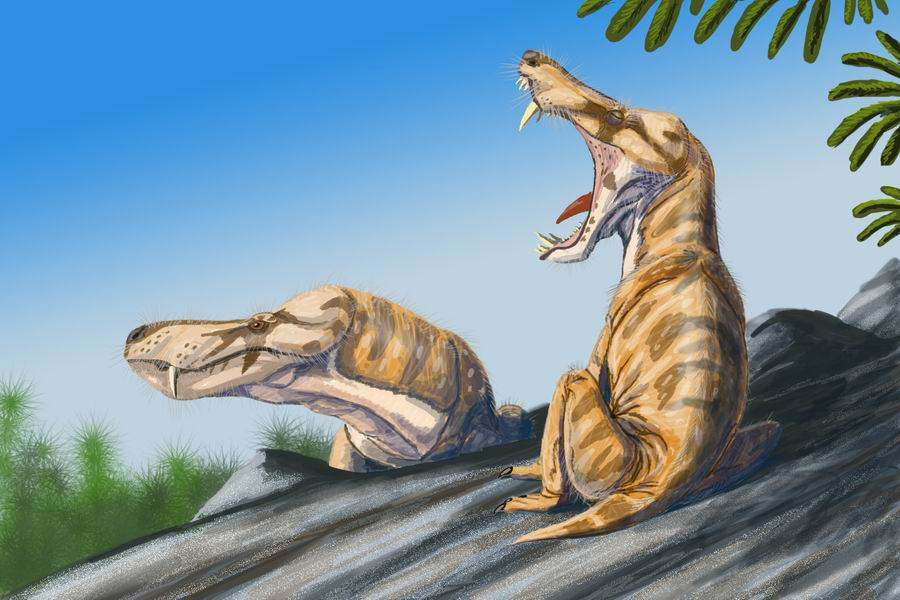
Pristerognathus vanderbyli, een lid van de Therocephalia, een uitgestorven groep zoogdierachtige reptielen. De soort is gevonden in het Boven-Perm van Zuid-Afrika.

Grotere (tetrapode) landdieren uit het Perm waren of amfibieën of Amniota (reptielen en voorouders van de zoogdieren). Voorbeelden van amfibieën uit het Perm zijn Labyrinthodontia, Lepospondyli of Batrachosauria. Amniota uit het Perm zijn zowel Sauropsida als Synapsiden. Van de laatste groep (uit het Perm bijvoorbeeld Eupelycosauria en Therapsida) wordt aangenomen dat ze de voorouders van de zoogdieren zijn. 
Tijdens het Perm ontwikkelde zich voor het eerst een fauna die volledig op het land kon leven. De landsoorten werden steeds groter, er ontstond een megafauna van zowel planten- als vleeseters.
In het Vroeg-Perm werd het land gedomineerd door Eupelycosauria (bijvoorbeeld Dimetrodon of Edaphosaurus) en amfibieën (Eryops, Temnospondyli), in het Midden-Perm werden primitieve Therapsida (zoals Dinocephalia) steeds belangrijker. In het Laat-Perm verschenen meer ontwikkelde soorten van Therapsida zoals Gorgonopsia, Inostrancevia, Estemmenosuchus en Dicynodontia. Een andere groep Therapsida die in het Midden-Perm verscheen zijn de Therocephalia (waaronder Trochosaurus). Aan het einde van het Perm verschenen de eerste cynodonten, die zich verder zouden ontwikkelen tot zoogdieren. 
Tegelijkertijd ontwikkelden de reptielen zich ook verder. Een bekende soort uit het Midden-Perm is bijvoorbeeld Pareiasaurus. Aan het einde van het Perm verschenen de eerste archosauriërs (Thecodontia zoals Proterosuchidae); deze zouden tijdens het op het Perm volgende Trias verder evolueren tot de eerste dinosauriërs. Ook keerden bepaalde reptielen terug in het water, zoals Mesosaurus.
Tijdens het Perm waren er nog geen gewervelde soorten die konden vliegen.

### Flora
Het Vroeg-Perm had dezelfde flora als het Carboon, die rond het midden van het Perm overging in meer aride soorten. De in moerassen groeiende lycophytae uit het Carboon, zoals de Lepidodendron en Sigillaria werden vervangen door coniferen, die beter tegen het drogere klimaat bestand waren. Veel belangrijke groepen coniferen, ginkgo's en palmvarens ontwikkelden en verspreidden zich gedurende het Perm. Een uitzondering vormde het afgelegen continent Zuid-China, waar een warm en nat klimaat heerste vanwege de ligging rond de evenaar. Hier bleven de lycophyta-moerasbossen langer bestaan.

### Perm-Trias-massa-extinctie
Het Perm werd afgesloten door de grootste massa-extinctie in de Aardse geschiedenis. Zo'n 90% tot 95% van alle mariene soorten stierven uit, net als zo'n 70% van alle soorten op het land. Onder de soorten die uitstierven bevonden zich de laatste trilobieten. De uitsterving vond plaats over 80.000 jaar, waarin drie belangrijke fasen van uitsterving kunnen worden herkend.
Er zijn een aantal hypothesen over de oorzaak van deze massa-extinctie:
- Het ontstaan van de Siberische Trappen, enorme vloedbasalten in Siberië. De uitbarstingen zouden enkele duizenden jaren moeten hebben aangehouden, waarbij naar schattingen in het ernstigste geval genoeg kooldioxide vrijkwam om de temperatuur wereldwijd 5°C te doen stijgen. Dat lijkt echter onvoldoende om 95% van alle soorten te doen uitsterven. Als echter rekening wordt gehouden met het vrijkomen van op de zeebodem opgeslagen gashydraten in de atmosfeer als gevolg van opwarming van de oceanen, kan de temperatuur wel 10°C gestegen zijn. Deze hypothese wordt ondersteund door de toename in de lichte koolstof-isotoop 12C op de overgang tussen het Perm en Trias. Het verklaart ook waarom het eerste deel van de massa-extinctie vooral op het land plaatsvond, daarna het zwaartepunt naar het water trok, en ten slotte weer uitsterving op het land plaatsvond.
- Een extreme toename in de productie van waterstofsulfide (H2S) door anoxische bacteriën in de oceanen. Waterstofsulfide is een sterke reductor die eenmaal in de atmosfeer reageert met het ozon in de ozonlaag. Door een tijdelijke afwezigheid van de ozonlaag zou ultraviolette straling het aardoppervlak hebben bestraald waarbij organismen die nog niet door inademing van het giftige waterstofsulfide gestorven waren alsnog het loodje legden.[7]
- Een meteorietinslag. De inslagkrater die hierbij gevormd werd is mogelijk de Wilkeslandkrater op Antarctica,[8] een andere mogelijke kandidaat is de Bedout-krater enkele honderden kilometers van de Australische kust.[9] Tegen de inslaghypothese spreekt het feit dat de massa-extinctie niet in een keer maar verspreid over een langere periode plaatsvond.

De meeste geleerden denken dat de massa-extinctie werd veroorzaakt door een combinatie van al deze hypothesen.